# J-pouch
J-pouch – zbiornik jelitowy uszyty z końcowego odcinka jelita cienkiego i zagięty w kształcie litery J (stąd nazwa J-pouch). Pełni rolę bańki odbytnicy po chirurgicznym usunięciu jelita grubego u pacjentów z wrzodziejącym zapaleniem jelita grubego oraz w niektórych przypadkach nieokreślonego zapalenia jelit. Pozwala na uniknięcie stałej ileostomii i utrzymanie ciągłości przewodu pokarmowego.